# Săgeata
Săgeata – wieś w Rumunii, w okręgu Buzău, w gminie Săgeata. W 2011 roku liczyła 1477 mieszkańców. 